# Saikhan, Bulgan
Saikhan (tiếng Mông Cổ: Сайхан, đẹp đẽ) là một sum của tỉnh Bulgan ở miền bắc Mông Cổ. Vào năm 2009, dân số của sum là 3.747 người.

## Địa lý
Sum có diện tích khoảng 2.800 km2. Trung tâm sum, Khuremt, nằm cách tỉnh lỵ Bulgan 111 km và thủ đô Ulaanbaatar 420 km. Khu dân cư Saikhan-Ovoo nằm cách Khuremt 25 km về phía đông bắc.

### Khí hậu
Saikhan có khí hậu thảo nguyên. Nhiệt độ trung bình hàng năm ở khu vực này là 3 °C. Tháng ấm nhất là tháng 6, khi nhiệt độ trung bình là 22 °C và lạnh nhất là tháng 12, với -20 °C. Lượng mưa trung bình hàng năm là 415 mm. Tháng nhiều mưa nhất là tháng 8, với lượng mưa trung bình 104 mm và khô nhất là tháng 1, với lượng mưa 1 mm.

## Kinh tế
Sum có một trường học, bệnh viện, khu dịch vụ và nhà nghỉ.

## Người nổi tiếng
- Naidangiin Tüvshinbayar - vận động viên judo, người Mông Cổ đầu tiên giành được huy chương vàng tại Thế vận hội[6]